# Līgo (parafia Līgo)
Līgo – wieś znajdująca się w novadsie Gulbene, w pagastsie Līgo. W 2000 r. Līgo zamieszkiwało 236 osób. Przez wieś przepływa rzeka Asarupe. Do Gulbene, ośrodka administracyjnego tamtejszej gminy są 24 km.